# Mikola László
Mikola László (Szikszó, 1993. február 3. –) magyar labdarúgó, aki jelenleg a Vecsési FC játékosa.